# Compagni di scuola (film)
Compagni di scuola è un film italiano del 1988 diretto e interpretato da Carlo Verdone su un soggetto scritto da lui stesso insieme a Piero De Bernardi, Leonardo Benvenuti e Rossella Contessi.
Ispirato a un'esperienza personale dello stesso regista, uscì nelle sale a dicembre 1988 prodotto da Mario e Vittorio Cecchi Gori e distribuito dalla Columbia.

## Trama
Federica Polidori, fascinosa trentacinquenne, organizza una festa coi suoi ex compagni di liceo presso la sua lussuosissima villa nei dintorni di Roma. La rimpatriata prende presto una piega malinconica: molti ex-compagni infatti riveleranno le loro frustrazioni e i fallimenti che la vita ha riservato nei quindici anni successivi al diploma di maturità; le loro storie personali si intrecceranno tra loro nel corso della festa. Tra i partecipanti alla rimpatriata ci sono:
- Piero Ruffolo, detto Er Patata: professore di lettere in un liceo privato, è oppresso dalla snervante moglie Cinzia e dal padre di lei. Bersagliato dalla sfortuna, per tutta la giornata subirà ogni genere di guai e sarà tormentato via telefono dalla moglie, esageratamente gelosa. In effetti egli ha una relazione con la sua giovanissima allieva Cristina.
- Walter Finocchiaro, stereotipo dell'arricchito romano: volgare e spaccone, ha fatto fortuna tramite il commercio di carni all'ingrosso. Svilisce i suoi compagni con battute umilianti; nel corso della serata sarà vittima di un furto di denaro.
- Piermaria Fabris: introverso e talmente cambiato nell'aspetto fisico da risultare irriconoscibile, diviene oggetto di scherno e battute pesanti da parte di molti ex compagni. Sarà il primo a lasciare la festa dopo l'ennesima derisione dei vecchi compagni.
- Federica Polidori: vive mantenuta da un facoltoso e anziano amante. Malinconica ed elegante, prova grande gioia nel ritrovare gli ex compagni e si mostra disponibile verso di loro, come quando presta la sua macchina a Piero o quando firma un corposo assegno per Ciardulli.
- Bruno Ciardulli, in arte Tony Brando (o Mike Foster): cantante fallito e oberato dai debiti, irrimediabilmente immaturo, per tutta la sera cerca di racimolare soldi o aiuto dagli ex compagni, arrivando a umiliarsi davanti a tutti chiedendo l'elemosina in ginocchio.
- Mauro Valenzani: noto politico, si presenta alla rimpatriata in auto blu accompagnato dalla propria scorta. Si dimostrerà cinico, crudele e cocainomane.
- Maria Rita Amoroso: malinconica psicologa zitella, è estremamente devota al suo lavoro e per tutta la festa si adopera per risolvere i problemi degli amici, i quali però non si curano dei suoi.
- Armando Lepore, ginecologo, e Lino Santolamazza, magistrato: giungono insieme alla villa dopo aver organizzato per una burla grottesca ai danni degli ex compagni, fingendo un'invalidità di Lino in seguito a un incidente stradale.
- Ottavio Postiglione: stereotipo del secchione, meridionalista trapiantato al nord per lavoro. Estremamente logorroico, è per questo evitato con varie scuse dagli ex compagni, che finiranno addirittura per narcotizzarlo.
- Luca Guglielmi: vignettista, lasciato dalla moglie Valeria a causa della sua immaturità.
- Valeria Donati: affascinante giornalista, ex moglie di Luca. Non appena lo rivede alla festa vuole andarsene via, ma viene convinta da Federica a restare, finendo pian piano per riavvicinarsi a lui.
- Gioia Savastano: la spiritosa della classe, cela in realtà cela una grande tristezza; confiderà a Gloria di essere sterile.
- Giulio Attenni: commercialista, separato dalla moglie e da sempre innamorato non corrisposto di Federica.
- Gloria Montanari: madre single e infelice, porta con sé il suo bambino alla festa.
- Francesco Toscani: scapolo, il compagno che negli anni ha migliorato più di tutti il suo aspetto fisico. Innamorato di Margherita sin dai tempi della scuola, riallaccia un fugace rapporto con lei.
- Margherita Serafini: è sposata con un gelosissimo capitano dei Carabinieri di origine siciliana. Durante la serata si rende conto che il feeling con Toscani è ancora vivo, e prima di andarsene lo bacia, per poi cedere al timore.
- Jolanda Scarpellini: amica zitella di Valeria, cui è morbosamente legata. Permalosa e acida, in particolare nei confronti di Luca, reo di voler tornare con Valeria, viene sfruttata e derisa per tutta la sera. Anche lei se ne andrà presto.

Durante la festa, i compagni scoprono la tresca di Ruffolo con Cristina; Valenzani lo spingerà a portare la sua giovane amante alla festa, mentre Maria Rita gli suggerirà di lasciare la moglie, che lo rende infelice. Mentre l'uomo si reca a lasciare Cinzia, Valenzani abusa di Cristina. Nel frattempo Ciardulli, dopo aver scoperto lo scherzo di Lepore e Santolamazza, organizza un controscherzo ai danni di quest'ultimo, provocando un incidente che, oltre a smascherarlo, gli causerà varie contusioni. Al suo ritorno, Ruffolo scopre che Valenzani ha abusato di Cristina e lo aggredisce; il politico viene salvato dalla sua scorta e, nel disprezzo degli altri amici, se ne va promettendo di rovinare la sua carriera. Maria Rita riaccompagna a casa Cristina, la quale lascerà sia Ruffolo che la scuola.
All'alba rimangono solo pochissimi dei compagni di classe, ai quali Federica rivela di esser stata lasciata dall'amante, e che pertanto l'assegno staccato a Bruno è scoperto (confessa inoltre di esser stata lei a rubare i soldi a Finocchiaro, che la perdona dimostrandosi a suo modo sincero e genuino). La donna rivela che la festa è stata la sua ultima occasione di fare qualcosa di bello presso la villa dell'ex, dalla quale è stata sfrattata; Attenni le proporrà di andare via con lui, ma lei accetterà l'ospitalità di Gloria in cambio dell'aiuto col bambino. Prima di congedarsi, Attenni scatta una foto di gruppo coi pochi rimasti, i "migliori" del gruppo. Mentre i suoi ex-compagni si allontanano, Ruffolo riflette sulla propria vita andata in pezzi, concedendosi una liberatoria sigaretta.

## Produzione
Il film, dichiaratamente ispirato, per ammissione stessa di Carlo Verdone, all'analogo statunitense del 1983 Il grande freddo di Lawrence Kasdan, si differenzia dal modello di riferimento per l'assenza di critica generazionale: nacque, altresì, da uno spunto autobiografico dello stesso Verdone e del suo compagno di scuola, e futuro cognato, Christian De Sica, i quali si trovarono invitati a una rimpatriata dai tristi esiti.

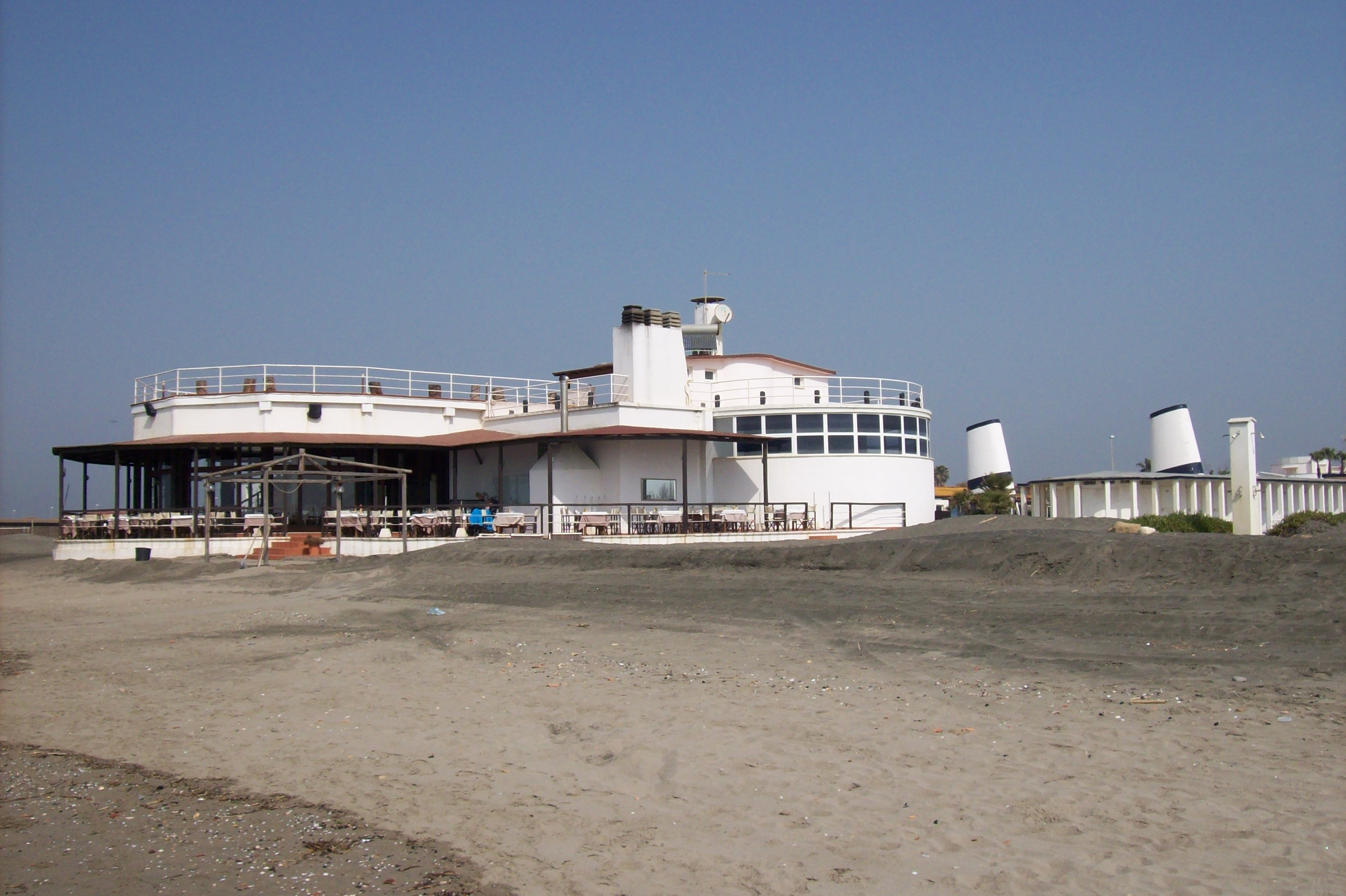
Lo stabilimento “la Nave” di Fregene, uno dei set del film

La colonna sonora, analogamente al Grande freddo, rivisita brani degli anni sessanta/settanta, tra cui A Salty Dog dei Procol Harum, Sugar, Sugar degli Archies, Do It Again degli Steely Dan e With a Girl Like You e Love Is All Around dei Troggs (di cui, contrariamente a quanto afferma Postiglione, il leader non era Chip Taylor, ma Reg Presley).
Nancy Brilli ricevette casualmente il ruolo di Federica Polidori: l'attrice, all'epoca sposata con Massimo Ghini, aveva accompagnato suo marito a una prova costumi e fu scritturata, anche se dovette subire un invecchiamento scenico di circa 10 anni, dovendo interpretare un'ultratrentenne.
Tra l'altro, il nome Federica non era affatto comune negli anni cinquanta, decennio in cui i personaggi del film sono nati; si è ipotizzato che il nome, divenuto popolare solo vent'anni più tardi tanto da essere, nel 1976, il sesto più diffuso tra le neonate, fosse stato scelto per via dell'aspetto giovanile di Nancy Brilli.
Il film segnò l'esordio della carriera di caratterista del romano Angelo Bernabucci (1944-2014): questi, all'epoca poco più che quarantenne, abitante in via Giulia poco lontano dall'abitazione di Verdone, esercitava la professione di libraio, peraltro mai abbandonata anche dopo il debutto sul grande schermo.
Il regista, mentre si trovava nell'officina meccanica di un conoscente comune, ne notò la cadenza e lo volle per affidargli la parte del rozzo e arricchito commerciante di carni.
Da lì iniziò per Bernabucci una carriera venticinquennale, che lo vide sempre interpretare il personaggio del cosiddetto “coatto” romano, di modi non raffinati ed eloquio greve.
Le riprese iniziarono il 1º agosto 1988 e terminarono il 16 ottobre successivo.
Per quanto riguarda la lussuosa residenza in cui è ambientata la vicenda, citata nel film come «Villa Scialoja», non v'è concordanza di fonti: mentre infatti Il Messaggero di Roma riporta quale location Villa Volpi a Sabaudia, edificata negli anni cinquanta per conto della vedova del conte Giuseppe Volpi di Misurata su progetto di Michele Busiri Vici (location alla quale fa comunque riferimento lo stesso Verdone in una sua intervista di vent'anni più tardi), Alessandro Chiello nel suo C'eravamo tanto amati (2014) fa menzione a Villa dei Quintili, residenza che si trova lungo via Appia Antica a Roma.
Il set delle scene balneari fu invece il litorale della Capitale: quelle del tuffo notturno in mare furono girate allo stabilimento “la Marinella” a Castel Porziano, mentre quelle del litigio coniugale di Piero Ruffolo con sua moglie, invece, a Fregene (all'epoca facente ancora parte del comune di Roma) presso lo storico stabilimento “la Nave”, riconoscibile dalle due strutture murarie rappresentanti altrettanti fumaioli, appunto a richiamare l'idea di una nave.

## Distribuzione
Il film uscì nelle sale italiane il 21 dicembre 1988 e fu il decimo maggiore incasso nella stagione cinematografica 1988-89 con 8317224000 L..

## Riconoscimenti
- 1989 – David di Donatello
  - Migliore attrice non protagonista a Athina Cenci
  - Candidatura alla migliore sceneggiatura a Leo Benvenuti, Piero De Bernardi e Carlo Verdone
  - Candidatura al migliore attore protagonista a Carlo Verdone

- 1989 – Ciak d'oro
  - Migliore sonoro in presa diretta a Gaetano Carito[12]
  - Candidatura migliore attore non protagonista a Angelo Bernabucci
  - Candidatura migliore sceneggiatura a Carlo Verdone, Leo Benvenuti e Piero De Bernardi